# Tatjana Zielencowa
Tatjana Pietrowna Zielencowa z domu Klimczuk (ros. Татьяна Петровна Зеленцова (Климчук), ur. 5 sierpnia 1948 w Noworosyjsku) – radziecka lekkoatletka, płotkarka, dwukrotna rekordzistka świata, mistrzyni Europy z 1978.
Początkowo startowała w krótkich biegach płotkarskich, a potem zaczęła się specjalizować w biegu na 400 metrów przez płotki, który stawał się konkurencją kobiecą w latach 70.. 19 sierpnia 1978 poprawiła rekord świata na tym dystansie, należący od poprzedniego dnia do Krystyny Kacperczyk, czasem 55,31 s.
Zwyciężyła w biegu na 400 metrów przez płotki na mistrzostwach Europy w 1978 w Pradze (konkurencja ta była rozgrywana po raz pierwszy w programie mistrzostwa Europy), wyprzedzając Silvię Hollmann z Republiki Federalnej Niemiec i Karin Roßley z Niemieckiej Republiki Demokratycznej. Poprawiła wówczas swój rekord świata rezultatem 54,89 s, który w następnym roku utraciła na rzecz Mariny Makiejewej.
Była mistrzynią Związku Radzieckiego w biegu na 400 metrów przez płotki w 1976 i 1978, a także brązową medalistką w tej konkurencji w 1977 i w 1979.
Po zakończeniu kariery zawodniczej pracowała jako trener w Uzbekistanie, Rosji w i Stanach Zjednoczonych.